# Ameerega
Ameerega är ett släkte av groddjur som ingår i familjen pilgiftsgrodor.
Utbredningsområdet sträcker sig från Panama och Venezuela över Amazonområdet till Andernas östliga låga delar, till Bolivia och till delstaterna Mato Grosso do Sul och Goiás i Brasilien.
Arter enligt Catalogue of Life:
- Ameerega altamazonica
- Ameerega andina
- Ameerega bassleri
- Ameerega bilinguis
- Ameerega boliviana
- Ameerega braccata
- Ameerega cainarachi
- Ameerega erythromos
- Ameerega flavopicta
- Ameerega hahneli
- Ameerega ingeri
- Ameerega labialis
- Ameerega macero
- Ameerega maculata
- Ameerega parvula
- Ameerega peruviridis
- Ameerega petersi
- Ameerega picta
- Ameerega planipaleae
- Ameerega pongoensis
- Ameerega pulchripecta
- Ameerega rubriventris
- Ameerega silverstonei
- Ameerega simulans
- Ameerega smaragdina
- Ameerega trivittata
- Ameerega yungicola

## Bildgalleri

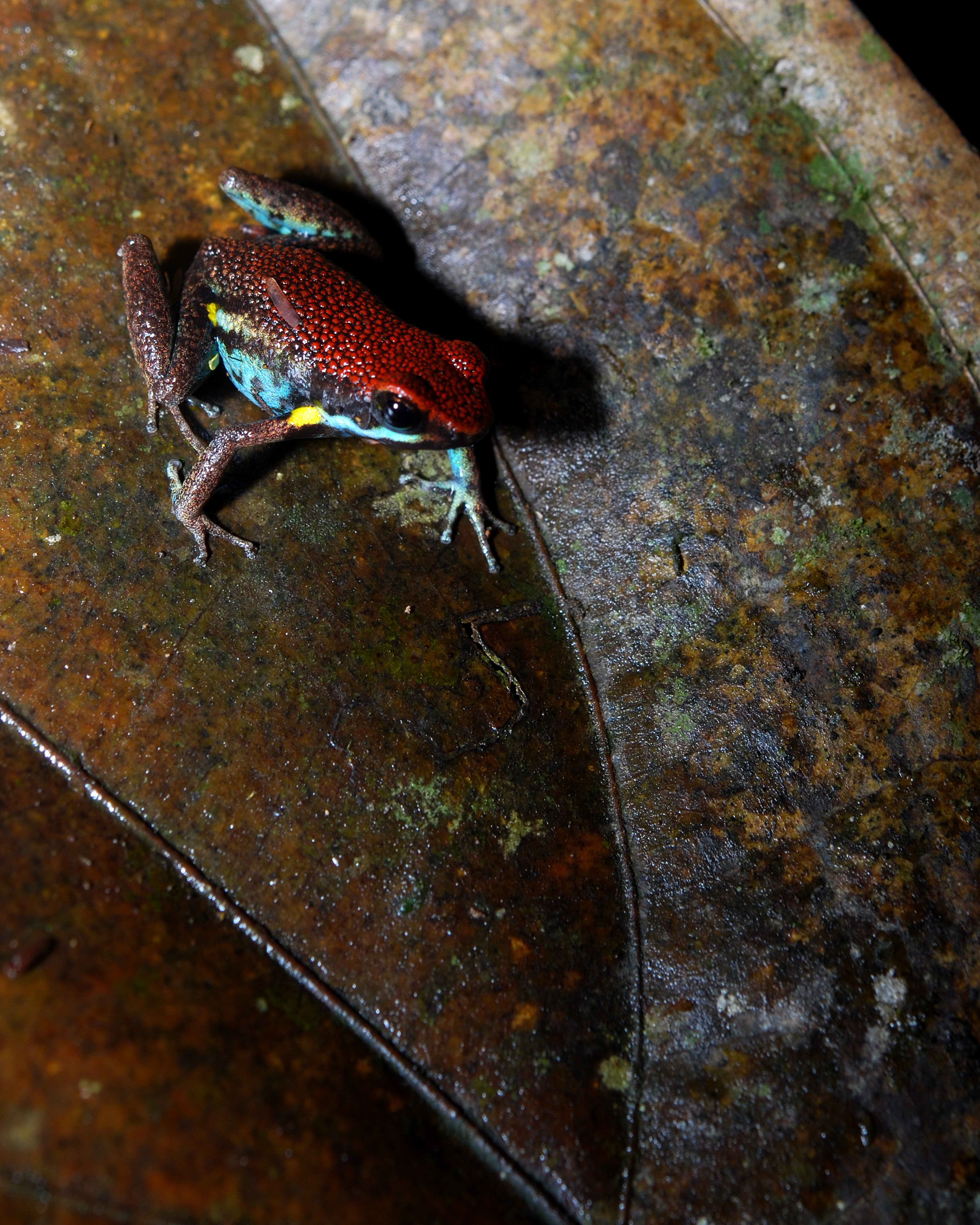
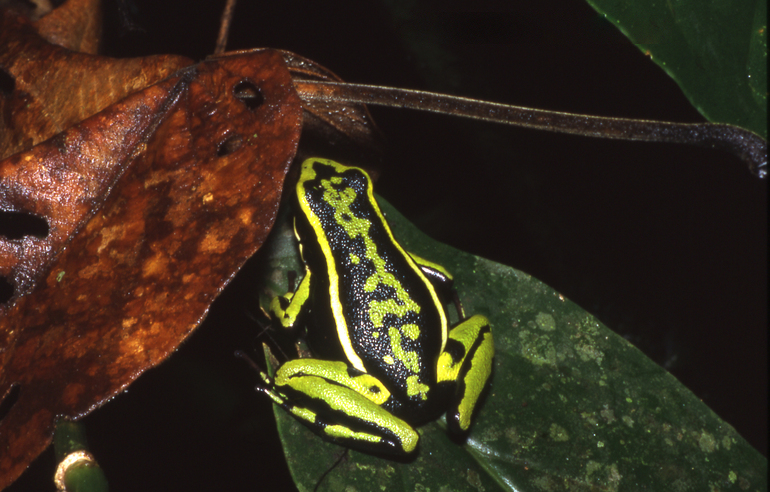
Ameerega trivittata
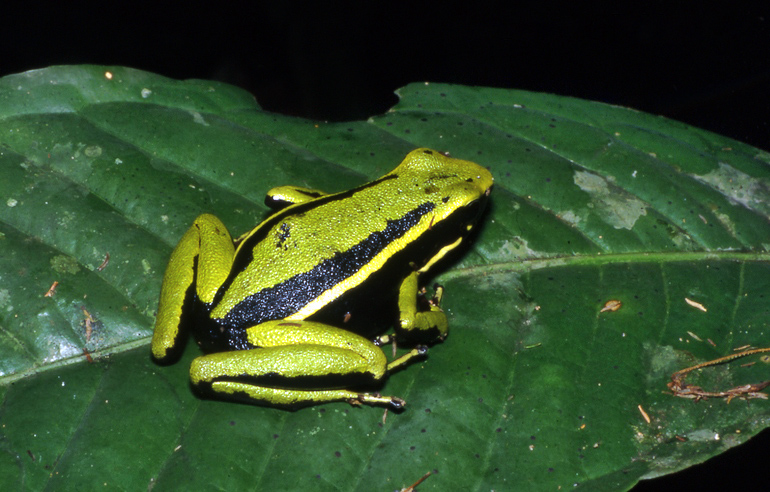
Ameerega trivittata